# Blubberella
Pour plus de détails, voir Fiche technique et Distribution.
Blubberella est une comédie horrifique réalisée, écrit et produit par Uwe Boll, sortie en 2011. Ce film est une parodie des films de vampires et de super-héros, avec des éléments d'humour noir.

## Synopsis
Blubberella, une héroïne obèse, se lance dans une quête pour sauver le monde des vampires nazis. Armée de pouvoirs surnaturels, elle se bat contre une armée de vampires tout en affrontant les difficultés liées à son apparence physique. 

## Fiche technique
- Titre original : Blubberella
- Réalisation : Uwe Boll
- Scénario : Uwe Boll, Michael G. Vickerman
- Société de Production : Boll KG, House of Boll
- Pays d'origine :  Allemagne
- Langue originale : Anglais
- Genre : Comédie horrifique et action
- Durée : 88 minutes
- Date de sortie : 
  - Allemagne : 10 juin 2011 (sortie directement en vidéo)
  - Royaume-Uni : 14 juin 2011 (sortie directement en vidéo)
  - États-Unis : 15 juin 2011 (sortie directement en vidéo)
  - France : 11 juin 2012 (sortie directement en DVD)

## Distribution
- Lindsay Hollister : Blubberella
- Michael Paré : Le vampire nazi
- Brendan Fletcher : Le héros